# Aberratie (astronomie)
De aberratie van het licht is een afwijking van de richting waarin een lichtbron wordt waargenomen ten opzichte van de richting waarin de bron zich werkelijk bevindt. 

Geometrische voorstelling van lichtaberratie van een ster

Deze afwijking treedt op wanneer de waarnemer zich beweegt ten opzichte van de lichtbron. Dit optische verschijnsel werd in 1728 ontdekt door de Engelse sterrenkundige James Bradley tijdens zijn pogingen om de parallax van de sterren waar te nemen. Door de jaarlijkse aberratie (veroorzaakt door de beweging van de aarde om de zon) beschrijft een ster een ellips aan de hemel met een halve lange as van 20,49552 boogseconden.
Het effect is te vergelijken met veel verschijnselen die op Aarde waar te nemen zijn. Als het regent en de regen valt recht naar beneden, dan zal, als een waarnemer beweegt, de regen een beetje schuin van voren lijken te komen. De plaats waar de regen vandaan komt lijkt daardoor verschoven in de richting van de beweging. Op dezelfde manier lijkt, als een waarnemer zich beweegt, de wind altijd van voren te komen als het feitelijk windstil is.